# Páteř

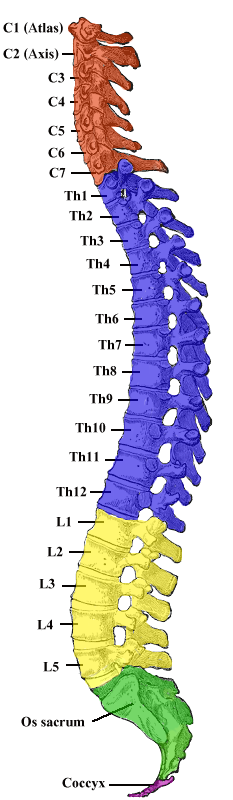
Lidská páteř – boční pohled; barevně jsou rozlišeny jednotlivé části páteře: hnědě krční, fialově hrudní, žlutě bederní, zeleně křížová, vínově kostrční

Páteř (columna vertebralis) je součást kostry obratlovců. Páteří probíhá mícha. Je složena z řady obratlů, jejichž počet se u jednotlivých druhů obratlovců liší. V rámci druhu je počet obratlů víceméně stálý, například u člověka je jich obvykle 33. Zajímavé je, že téměř všichni savci mají sedm krčních obratlů, výjimkou jsou jen kapustňáci, kteří jich mají šest a lenochodi, konkrétně lenochod dvouprstý může mít šest až osm krčních obratlů, lenochod krátkokrký (Hoffmanův) jen šest a lenochod tříprstý jich má dokonce devět. Jednotlivé obratle jsou odděleny měkkými meziobratlovými ploténkami. Na páteř je navázána lebka, eventuálně i pánev, hrudní koš nebo končetiny – toto se může u jednotlivých druhů lišit.

## Lidská páteř
Páteř člověka tvoří osu vzpřímeného těla a zabírá přibližně 35 % tělesné výšky. Je dvojnásobně esovitě prohnutá, což zajišťuje její pružnost.
- zakřivení dopředu krční a bederní páteře – lordóza
- zakřivení dozadu hrudní páteře a kosti křížové – kyfóza

Páteř umožňuje člověku vzpřímenou chůzi a chrání míchu.

### Dělení lidské páteře podle typů obratlů
V rámci embryonálního vývoje se v lidském zárodku zakládá asi 40 prvočlánků — budoucích obratlů. Ze tří prvních (od hlavy) vznikne základ týlní kosti, některé poslední zaniknou. Obvyklý počet obratlů dospělého člověka je 33: 7 krčních, 12 hrudních, 5 bederních, 5 křížových a 4 kostrční. Zhruba u 10 % lidí se jak celkový počet obratlů, tak počty obratlů v jednotlivých částech páteře mohou lišit. Nepočítáme-li vzácné extrémní odchylky, pohybuje se celkový počet obratlů od 32 do 35.
- Krční obratle (vertebrae cervicales) — Tvořena 7 obratli (označeny C1 – C7) vyznačujícími se nízkým tělem, postranními výběžky, otvory pro cévy a nervy. Specifický – trnový výběžek – na konci rozdvojený
 C1 – atlas (nosič) – nemá trnový výběžek, v těle velký otvor, velké kloubní plošky
C2 – axis (čepovec) – o 1 výběžek navíc (čep), původně byl čep tělem atlasu – společně zajišťují pohyb hlavy.
- Hrudní obratle (vertebrae thoracicae) — Tvořena 12 obratli (označeny Th1 – Th 12). K obratlům jsou kloubně připevněna žebra. Tělo obratlů je vyšší, trnový výběžek se ke konci zužuje, nezdvojuje se a směřuje šikmo dolů. Příčné výběžky nemají otvory.
- Bederní obratle (vertebrae lumbales) — Tvořena 5 obratli (označeny L1 – L 5).
- Křížové obratle (vertebrae sacrales) — Tvořena 5 obratli (označeny S1 – S5). Srůstají v kost křížovou (lat:os sacrum).
- Kostrční obratle (vertebrae coccygeae) — Tvořena 4–5 obratli (označeny Co1 – Co5). Srůstají v kost kostrční (lat:os coccygis).

Nejčastější odchylky jsou: 11 (zřídka 13) hrudních obratlů, 4 nebo 6 bederních obratlů, 3 nebo 5 kostrčních obratlů (vzácně až 7). Kromě toho může být poslední bederní obratel srostlý s křížovou kostí nebo naopak první křížový obratel samostatný.

### Základní pohyby páteře
Mezi základní pohyby páteře patří:
- Předklony a záklony – Jsou největší v úseku krčním. V hrudní páteři jsou předklony a záklony omezené na poslední hrudní obratle, které nejsou poutány žebry k hrudní kosti. V bederním úseku je záklon stejný jako v krční části, ale předklon je mnohem menší.

- Úklony – Jsou téměř stejné v krční i bederní části.

- Otáčení – Jsou velmi rozsáhlá v oblasti krční i hrudní. V bederní páteři kloubní plošky rotaci téměř vylučují.

- Pérovací pohyby – Mění zakřivení páteře.

### Poranění páteře
Poranění páteře je závažným úrazem s možnými dlouhodobými následky. Páteř je kostěným obalem míchy a porušení míchy či z ní vystupujících nervů může způsobit ochrnutí nebo poruchu vnímání. K poranění může dojít zejména při pádu z výše na záda nebo na natažené končetiny. Vysoce riziková je dvojnásobná výška těla a více, prudký pohyb či rotace nebo náraz v rychlosti větší než 30 km/hod.
Při první pomoci je důležité s raněným nehýbat, držet hlavu, komunikovat s ním. Co nejdříve přivolat zdravotnickou záchrannou službu 155.

### Vertebrogenní poruchy
Jde o potíže, které mají vazbu na páteř coby osový orgán. Jsou většinou dlouhodobé a způsobené nesprávnými životními a pohybovými návyky – nedostatek pohybu, sedavý styl života, předsunuté držení hlavy, nadváha, špatný styl chůze, špatný styl dechu apod. Jejich projevem bývá skolióza, spondylóza, osteofyty (kostní výrůstky), blokády obratlů, snížená elasticita plotének, svalové dysbalance, bolesti zad, radikulární dráždění (brnění či vystřelování bolesti do končetin). Jejich konzervativní léčbou se zabývá fyzioterapie, resp. myoskeletální medicína.
Raná segmentace páteře u embryí obratlovců byla lépe zmapována teprve v posledních letech (2020).